# Caupolicana mystica
Caupolicana mystica är en biart som beskrevs av Carlos Schrottky 1902. Caupolicana mystica ingår i släktet Caupolicana och familjen korttungebin. Inga underarter finns listade.